# Milan Fibiger
Milan Fibiger (* 26. dubna 1966, Mladá Boleslav) je český akademický malíř, ilustrátor, grafik a hudebník.

## Život
Milan Fibiger vystudoval v Praze na Střední uměleckoprůmyslové škole v letech 1979–1983 propagační grafiku a následně v letech 1984–1990 u profesora Jiřího Šalamouna ilustraci a grafiku na Vysoké škole uměleckoprůmyslové.
Je autorem obálek a ilustrací knih žánru sci-fi a dobrodružných, hororových a pohádkových knih. Používá klasické malířské techniky. Vystavuje pravidelně doma i v zahraničí. Je také rockovým hudebníkem. Hraje na basovou, elektrickou a akustickou kytaru a na některých hudebních projektech se podílí i autorsky. Se skupinou Ohnivá voda vydal CD, kde složil všech čtrnáct písní. Nyní působí ve skupině Rollover. Žije v Praze
Od Akademie Science Fiction, Fantasy a Hororu obdržel v letech 2002, 2003 a 2007 cenu Výtvarník roku.

## Z knižních ilustrací

### Česká literatura
| - František Běhounek: Swansonova výprava (2001). | - Ondřej Neff: Tajemství pěti světadílů 1. – Pán vzduchu (2014). |

### Světová literatura
- Joseph Altsheler: Zlato Apačů (1998).
- Edgar Rice Burroughs: Nepřemožitelný Tarzan, (1993).
- Edgar Rice Burroughs: Nezkrotný Tarzan, (1992).
- Edgar Rice Burroughs: Obávaný Tarzan, (1992).
- Edgar Rice Burroughs: Tarzan a trpasličí muži, (1992).
- Edgar Rice Burroughs: Tarzan a zlaté město, (1993).
- Edgar Rice Burroughs: Tarzan a zlatý lev, (1992).
- Edgar Rice Burroughs: Tarzan a ztracená říše, (1993).
- Edgar Rice Burroughs: Tarzanova dvojčata, (1992).
- Edgar Rice Burroughs: Tarzan, pán džungle, (1992).
- Edgar Rice Burroughs: Tarzan triumfující, (1993).
- ̈Edgar Rice Burroughs: Tarzan ve středu Země, (1993).
- ̈Carlo Collodi: Pinocchio (1998).
- James Oliver Curwood: Lovci vlků, 1991.
- Walter Farley: Černý hřebec (1999)).
- Walter Farley: Černý hřebec se vrací (2000)).
- Walter Farley: Syn černého hřebce (2000)).
- Mahátma Gándhí: Ahinsá (2003).
- Wolfgang Hohlbein: Děti kapitána Nema, šest dílů (1999–2002).
- William Earl Johns Biggles a hrob krále pouště (1999).
- William Earl Johns Biggles – Černá maska (1999).
- William Earl Johns Biggles od 266. letky (1997).
- William Earl Johns Bigglesův úhlavní nepřítel (1998).
- William Earl Johns Worrals v Orientě (2000).
- Howard Phillips Lovecraft Bezejmenné město a jiné povídky (1998).
- ̈Karel May: Černý kapitán, (1995).
- ̈Karel May: Černý mustang (1995)).
- ̈Karel May: Červenomodrý Metuzalém (2008).
- ̈Karel May: Sam Firegun (1996).
- ̈Karel May: Synové Upsaroků (1996).
- ̈Karel May: Zákon pouště (1997).
- ̈Karel May: V Říši stříbrného lva 1. – V zemi černých stanů, (2000).
- ̈Karel May: V Říši stříbrného lva 2. – Vězeň bagdádský, (2000).
- ̈Karel May: V Říši stříbrného lva 3. – Tajemství babylónské věže, (2000).
- ̈Karel May: V Říši stříbrného lva 4. – V propastech stínů, (2000).
- ̈Karel May: V Říši stříbrného lva 5. – Ahriman Mirza, (2000).
- ̈Karel May: V Říši stříbrného lva 6. – Růže ze Šírázu, (2000).
- ̈Karel May: V Říši stříbrného lva 7. – V bažinách Ardistanu, (2000).
- ̈Karel May: V Říši stříbrného lva 8. – Na hoře Alláhově, (2000).
- ̈Karel May: Vinnetou – Indiánské léto, (2000).
- ̈Karel May: Vinnetou – Na válečné stezce, (2000).
- ̈Karel May: Vinnetou -Smrtící prach, (2000).
- ̈Thomas Mayne-Reid: Lovci skalpů (1997).
- Emilio Salgari: Sandokan 1. – Tygři z Mompracemu, 1991.
- Emilio Salgari: Sandokan 2. – Tajemství černé džungle, 1991.
- Emilio Salgari: Sandokan 3. – Malajští piráti, 1991.
- Emilio Salgari: Sandokan 4. – Kněžka bohyně Kálí, 1991.
- Emilio Salgari: Sandokan 5. – Záhada podzemního města, 1991.
- Emilio Salgari Sandokan, 2000.
- Jules Verne: Cesta kolem světa za osmdesát dní, 2013.